# F. J. Bogner
F. J. Bogner (bürgerlich Franz Josef Bogner, * 19. Juni 1934 in Limburg an der Lahn; † 15. Juni 2020 in Frankfurt am Main) war ein deutscher Kabarettist, Schauspieler, Schriftsteller, Hörspiel-Autor und Theatertheoretiker.

## Leben
Seit 1962 trat er mit seinem Solo-Programm Bogners Welt-Theater auf. Mit seinem authentischen Theater ging er auf der Bühne neue Wege. Mit über 30 Solo-Programmen und mehr als 3000 Solo-Aufführungen gastierte er in mehr als 20 Ländern. Er nahm an zahlreichen Theaterfestivals teil.
F. J. Bogner lebte in Frankfurt am Main. Im Mai 2011 übergab er die Dokumente seiner künstlerischen Arbeit als Vorlass der Zentralbibliothek Zürich.

## Auszeichnungen
- 1977: Deutscher Kleinkunstpreis[4][5]

## Werke
- Die Maus mit dem Sparbuch, Zytglogge Verlag Bern 1970
- Das arabische System. Variationen über ein Thema von Adam Riese. Neuwied 1971.
- Ich bin. SO?!. Zytglogge Verlag Bern 1972
- goethes V'st, Darmstadt, Luchterhand Verlag Neuwied 1971 und Zytglogge Verlag Bern 1973
- Von A bis ZETT, Harrisfeldwegpresse 1992
- Mensch Bogner. Nold Verlag Frankfurt a. M. 1992
- Memoiren eines Clowns. Zytglogge Verlag Bern 1993; Nold Verlag Frankfurt a. M. 2002, ISBN 3-7296-0449-X
- F. J. Bogners großes kritisches Fabel-Buch. Nold Verlag Frankfurt a. M. 2005, ISBN 3-935011-54-7
- Jubel., Eigenverlag Frankfurt a. M. 2011